# 道の駅東近江市あいとうマーガレットステーション
道の駅東近江市あいとうマーガレットステーション（みちのえき ひがしおうみしあいとうマーガレットステーション）は、滋賀県東近江市妹町にある国道307号の道の駅である。
名称は、開駅当時の自治体名が愛東町であったことと、同町の花がマーガレット（花言葉が『真実の愛』）であったため。

## 施設
- 駐車場
  - 普通車：196台
  - 大型車：11台
  - 身障者用駐車場：7台
- トイレ
  - 男：大・小19
  - 女：13
  - 身障者用：2
- 公衆電話
- 物産館「田園生活館」（9:00-17:30　火曜休※祝日の場合、11月は営業）
  - 花工房mimosa（フラワーアレンジメントやハーバリウム等の体験教室）
  - 田園生活館ショップ（地元特産品、ハーブ、ドライフラワー、アロマグッズ販売）
  - キッチンスタジオ rosemary（米粉ピザ焼き体験、料理教室等開催）
- あいとう直売館（地元東近江市産の新鮮野菜や果物、花卉類を販売）
- フルーツ&ハーブ工房『Rapty』（イタリアンジェラート、ケーキ、ジャム、クッキー等の加工・販売）
- 倶楽部リンデン（※休館中）
- 地元野菜ビュッフェレストラン『MARGUERITE TERRACE』（9:00 - 17:00、火曜休）

### 管理団体
- 一般財団法人愛の田園振興公社（あいのまちしんこうこうしゃ）

## アクセス
- 国道307号 - 登録路線
- 名神高速道路八日市ICより約7分
- 名神高速道路湖東三山SICより約10分
- 名神高速道路彦根ICより約30分

## 周辺
- 東近江市役所愛東支所
- 東近江市立愛東中学校
- あいとうエコプラザ菜の花館
- ひばり公園
  - 湖東スタジアム
- 愛知川
- 滋賀県平和祈念館
- 永源寺
- 湖東三山
  - 百済寺
  - 金剛輪寺
  - 西明寺
- 西堀榮三郎紀念・探検の殿堂
- 八日市大凧会館
- 近江商人博物館
- 八風の湯

## ギャラリー

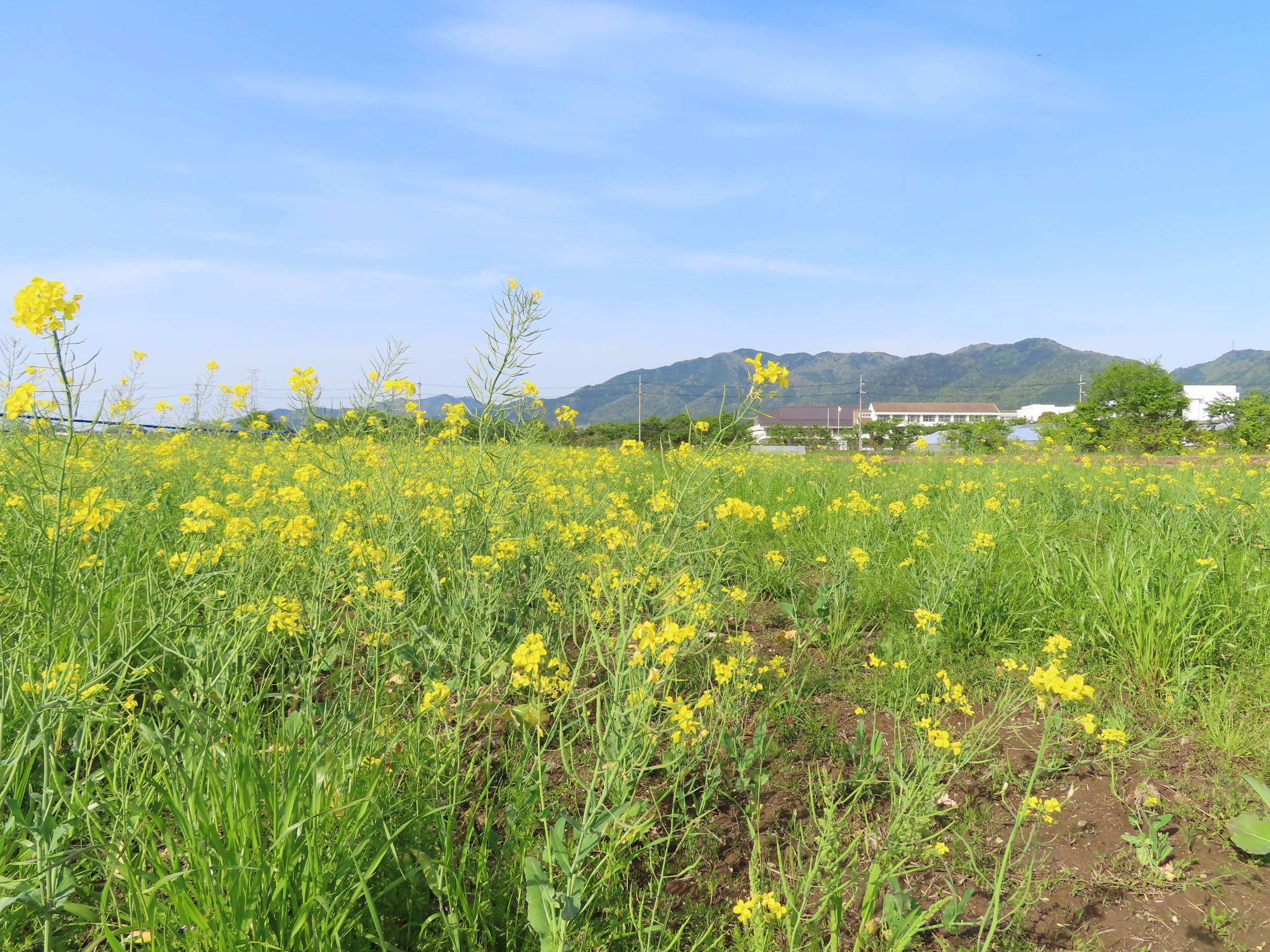
菜の花園
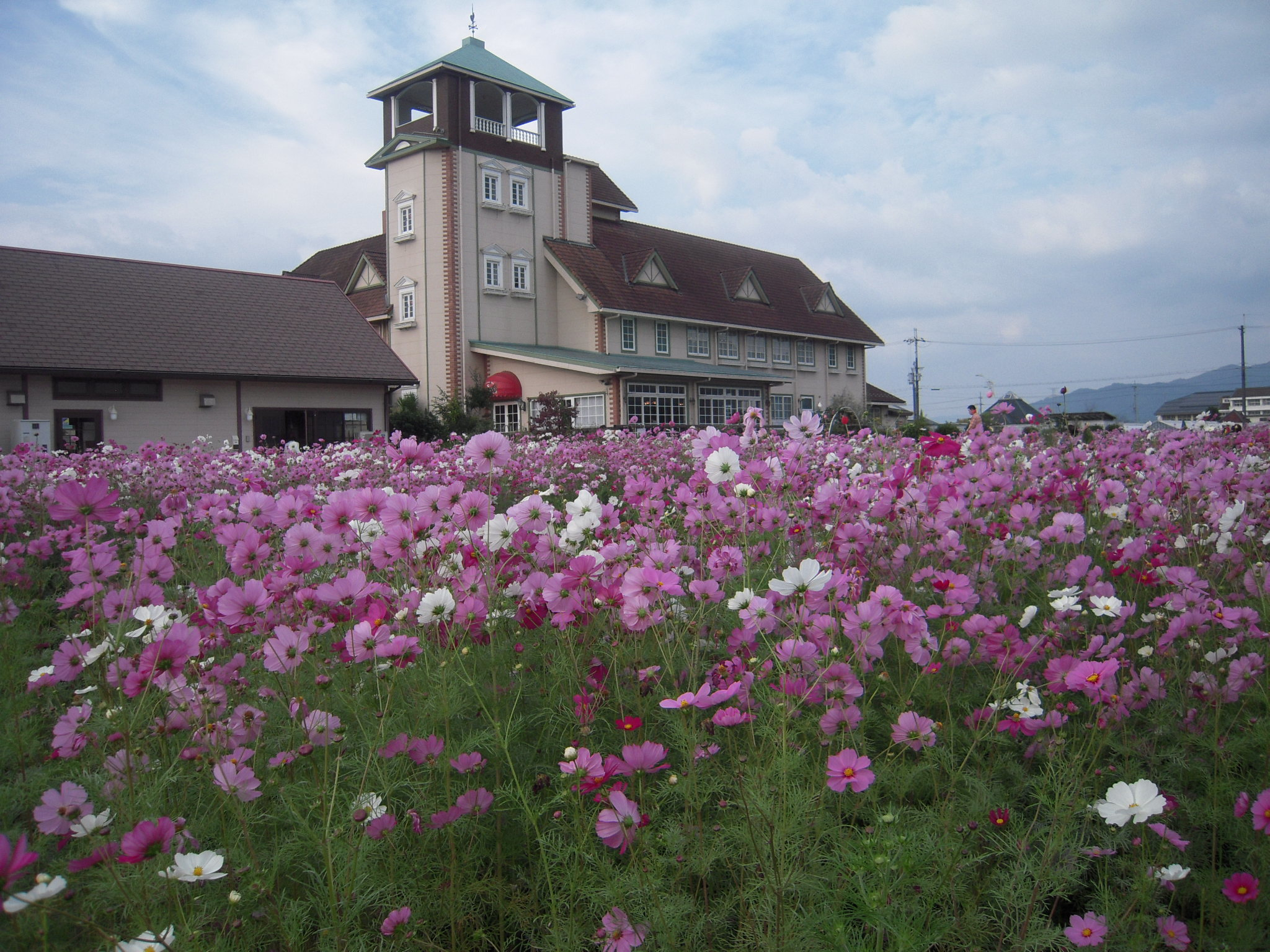
コスモス畑
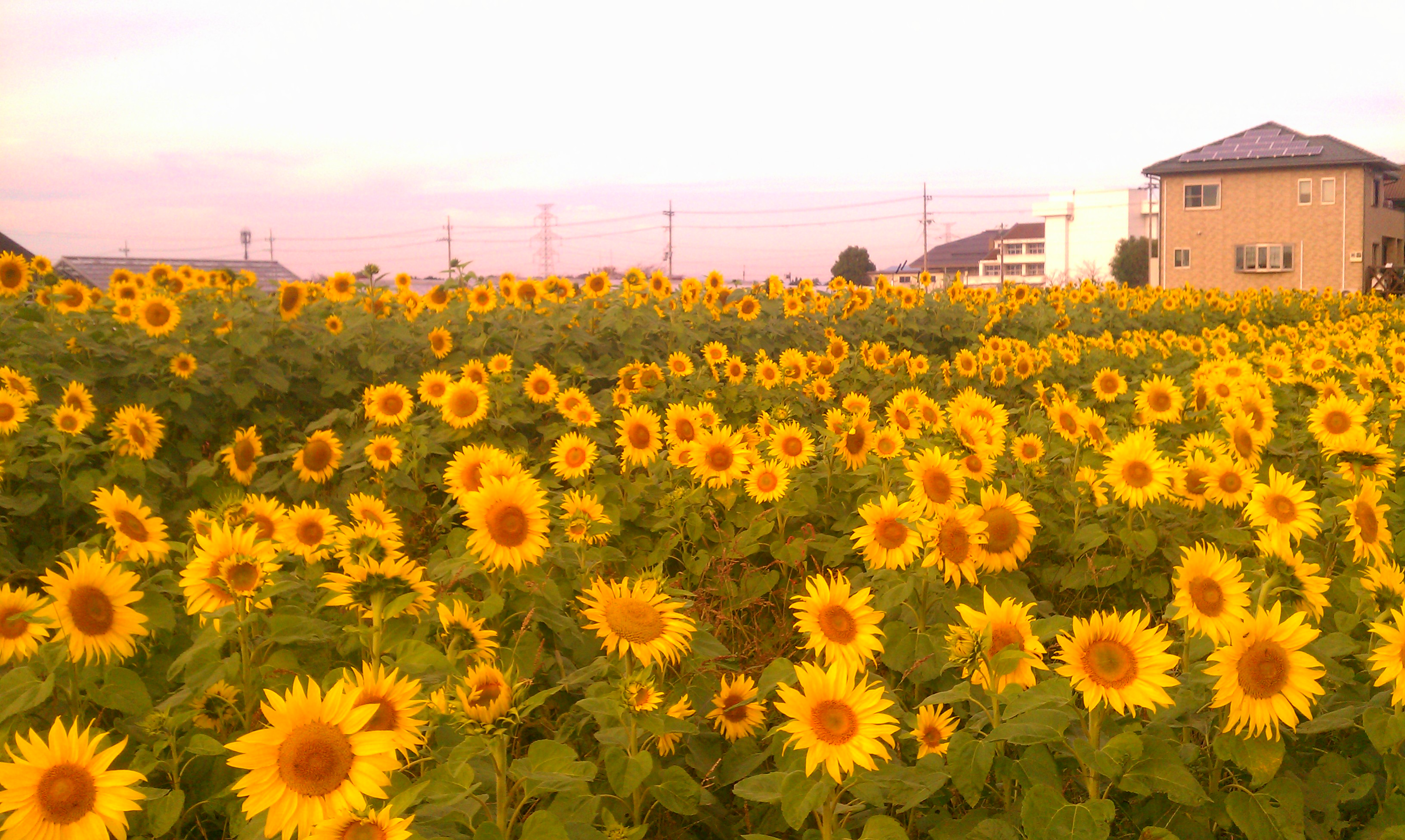
秋ひまわり園
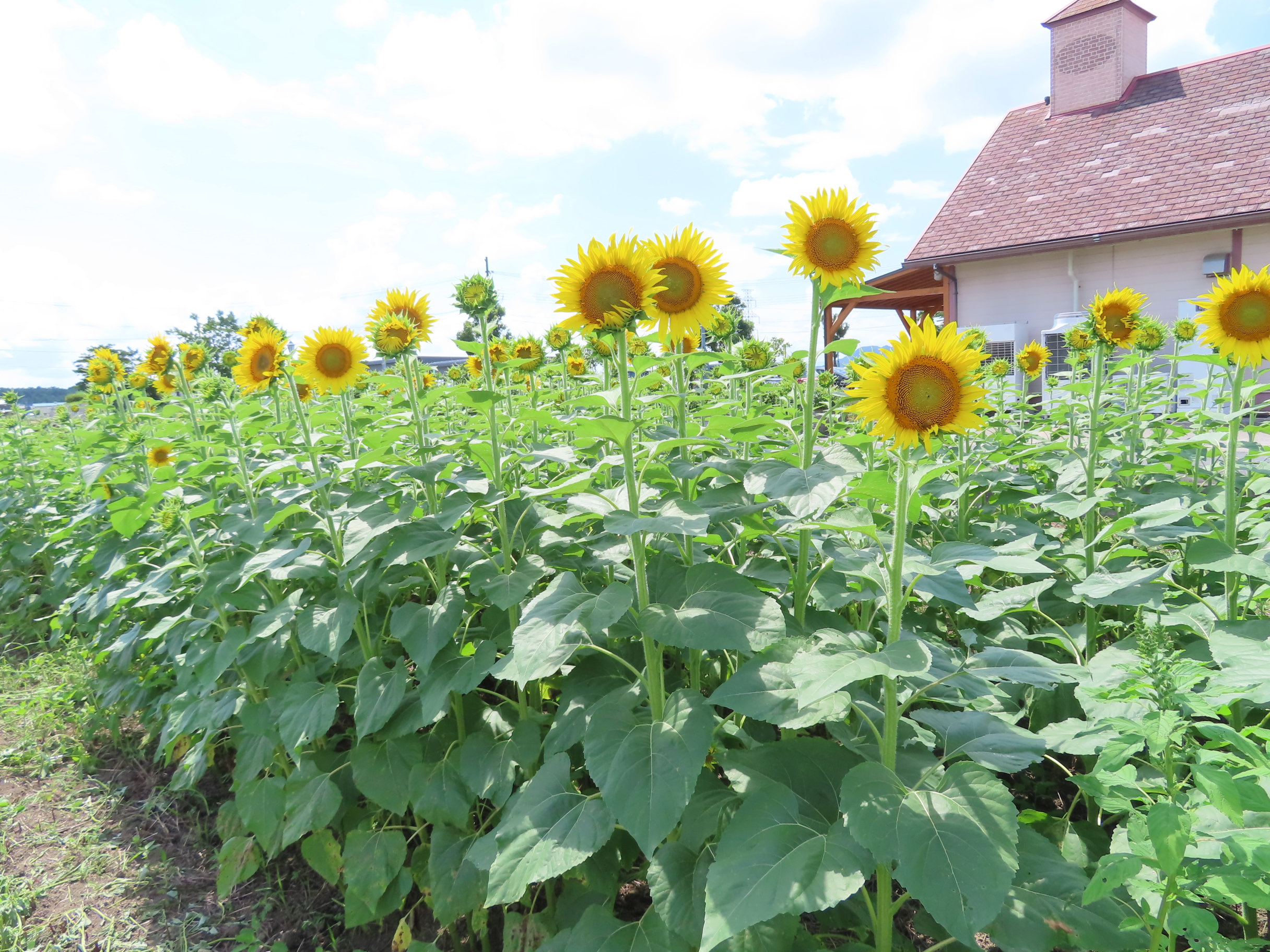
ヒマワリ園